# Stacy
Stacy é uma cidade localizada no estado americano de Minnesota, no Condado de Chisago.

## Demografia
Segundo o censo americano de 2000, a sua população era de 1278 habitantes.
Em 2006, foi estimada uma população de 1402, um aumento de 124 (9.7%).

## Geografia
De acordo com o United States Census Bureau tem uma área de
3,0 km², dos quais 2,9 km² cobertos por terra e 0,1 km² cobertos por água. Stacy localiza-se a aproximadamente 270 m acima do nível do mar.

## Localidades na vizinhança
O diagrama seguinte representa as localidades num raio de 16 km ao redor de Stacy.